# Знаменка (приток Лавы)
Знаменка (нем. Thalehner Mühlen-Fließ) — река в России, течёт по территории Гвардейского района Калининградской области. Левый приток Лавы. Начинается Знаменка от канавы Русской, в полевой местности юго-восточнее посёлка Ягодное. На всём протяжении преобладающим направлением течения является северо-восток. Протекает через посёлок Знаменск. Устье Знаменки находится на высоте 1 м над уровнем моря в 1,7 км от устья Лавы..
Знаменка является частью гидромелиоративной системы (р. Лава — р. Знаменка), осушающей площадь в 108 км² с годовым объёмом фактического сброса воды 0,0433 км³.